# Woking
Woking [ˈwəʊkɪŋ] ist eine Stadt im District Woking mit etwa 63.000 Einwohnern und ein Bezirk im Westen der Grafschaft Surrey in England.

## Stadtbild und Sehenswürdigkeiten
Die Shah-Jahan-Moschee wurde 1889 als eine der ersten Moscheen Westeuropas von dem Orientalisten Gottlieb William Leitner mit Geldern indischer Muslime erbaut und wird seitdem von einer Stiftung unterhalten. 1913 gründete die Ahmadiyya Andschuman Ischat-i-Islam Lahore (AAIIL) eine Missionsstation und stellte den Imam der Moschee bis etwa 1964. Seitdem wird die Moschee von sunnitischen Muslimen genutzt.
Der Brookwood Cemetery: Die großflächige letzte Ruhestätte für etwa 240.000 Menschen; der Hauptstadtfriedhof Londons seit 1852 und bis ins 20. Jahrhundert ist auch Soldatenfriedhof.
Am 15. September 2007 wurde The Lightbox, ein neuer Ausstellungsraum mit zwei Galerien, eröffnet. Dieses moderne Gebäude, direkt neben dem Basingstoke Canal, wurden von dem Architektenbüro Marks Barfield entworfen, die auch die Pläne für das London Eye entwickelten.
2023 musste sich die Gemeinde Woking für zahlungsunfähig erklären, nachdem der mittlerweile abgewählte, von der Conservative Party geführte Gemeinderat mit dem spekulativen Bau von Bürohochhäusern Schulden in Höhe von 1,8 Milliarden Pfund angehäuft hatte, was ungefähr dem 75-fachen des bisherigen Jahresbudgets entspricht.

## Wirtschaft und Verkehr
Woking ist die Heimat der McLaren Group und damit u. a. des bekannten Formel-1-Rennstalls McLaren. Woking war außerdem Firmensitz von SABMiller, der weltweit zweitgrößten Brauerei, bis diese 2016 von Anheuser-Busch InBev übernommen wurde.
Der Bahnhof von Woking liegt an der Portsmouth Direct Line zwischen London und Portsmouth und ist in ca. 25 Minuten vom Bahnhof London Waterloo zu erreichen.

## Sport
- FC Woking

## Partnerstädte
- Rastatt in Baden-Württemberg
- Amstelveen, Niederlande
- Le Plessis-Robinson in Frankreich[4]

## Söhne und Töchter der Stadt
- Samuel Morton Peto (1809–1889), Eisenbahnunternehmer
- Roderic Coote (1915–2000), anglikanischer Bischof
- Derek Goodwin (1920–2008), Ornithologe und Autor von Vogelbestimmungsbüchern
- John W. N. Watkins (1924–1999), Politikwissenschaftler, Philosoph und Wissenschaftstheoretiker
- Kenneth Frampton (* 1930), britisch-US-amerikanischer Architekt, Architekturhistoriker und Autor
- Les Reed, OBE (1935–2019), Songschreiber, Musiker, Arrangeur und Orchesterleiter
- Trevor Wye (* 1935), Flötist
- Richard Batterham (1936–2021), Keramiker
- Amy Schoeman (* 1941), namibische Juristin, Fotografin und Autorin britischer Abstammung
- Delia Smith, CH, CBE (* 1941), Fernsehköchin und Autorin
- Gus Dudgeon (1942–2002), Musikproduzent
- Dave Greenslade (* 1943), Keyboarder
- Ian Ogilvy (* 1943), Schauspieler
- Jacqueline Pearce (1943–2018), Schauspielerin
- Peter Curtis (1945–2019), Tennisspieler
- Billie Davis (* 1945), Sängerin
- Martin Mansergh (* 1946), Politiker
- Ron Dennis, CBE (* 1947), Unternehmer und ehemaliger Motorsportmanager
- Malcolm Harbour, CBE (* 1947), Politiker
- Martin Birch (1948–2020), Musikproduzent und Tontechniker
- Elizabeth Lynne (* 1948), Politikerin
- Piotr Michałowski (* 1948), polnisch-amerikanischer Altorientalist und Improvisationsmusiker
- Rick Parfitt (1948–2016), Gitarrist und Sänger von Status Quo
- Paul Halas (* 1949), Comicautor
- Brian Hooper (* 1953), Stabhochspringer
- Paul Weller (* 1958), Bruce Foxton (* 1955) und Rick Buckler (* 1955), deren Band The Jam zu den erfolgreichsten der britischen Musikgeschichte zählt
- Tony Wakeford (* 1959), Musiker aus dem Neofolk-Umfeld
- Michael Axworthy (1962–2019), Wissenschaftler und Schriftsteller
- Rachel Ward (* 1964), Jugendbuchautorin
- Sean Henry (* 1965), Künstler
- Sara Stockbridge (* 1965), Filmschauspielerin und Model
- Anna Wilson-Jones (* 1970), Schauspielerin
- Tom Mison (* 1982), Schauspieler
- Sam Underwood (* 1987), Schauspieler
- Stuart Wilkin (* 1998), englisch-malaysischer Fußballspieler

Ferner lebten hier der Öl-Tycoon Jean Paul Getty (1892–1976) und einige Jahre Herbert George Wells (1866–1946), der Woking zum Schauplatz seines bekannten Romans Krieg der Welten machte, sowie die Komponistin und Suffragette Ethel Smyth (1858–1944).

## Trivia
Douglas Adams hat in seinem Buch The deeper meaning of Liff Sachverhalte, Gefühle und Gegenstände, für die es noch keinen Namen gibt, mit Ortsbezeichnungen versehen. „Woking“ (ptcbl. vb.) bezeichnet bei ihm:
Standing in the kitchen wondering what you came in here for.
Die deutsche Übersetzung von Sven Böttcher in Der tiefere Sinn des Labenz lautet: „Sindelfingen“ (V.) – In der Küche stehen und sich fragen, weshalb man sie eigentlich betreten hat.
Die Invasion der Erde durch die Marsianer beginnt in Woking, dem Wohnort des Erzählers, in dem Roman Der Krieg der Welten von H.G. Wells, als dort die erste Kapsel der Invasoren auf einer Weide nieder geht.